# Trude Bechmann
Gertrud „Trude“ Bechmann (* 3. Januar 1904 in Wien; † 25. Juli 1982 in Ost-Berlin) war eine österreichische Schauspielerin, die neben ihrer Theatertätigkeit vor allem durch Film- und Fernsehproduktionen des DFF und der DEFA Bekanntheit erlangte.

## Leben
Sie studierte in Wien Germanistik, Geschichte und Kunstgeschichte, wurde jedoch aufgrund ihrer politischen Aktivitäten relegiert. Nach einem Aufenthalt in Palästina absolvierte sie von 1927 bis 1929 ein Schauspielstudium am Wiener Konservatorium. 1929 gab sie ihr Bühnendebüt am Schauspielhaus in Sankt Pölten. Es folgten Theaterengagements an verschiedenen deutschen Bühnen, sowie deutschsprachigen Bühnen in der ehemaligen Tschechoslowakei, wie dem Stadttheater Reichenberg (1930/1931) und in Teplitz-Schönau (1934/1935). Danach zog sie nach Brünn, wo sie für den demokratischen Sender tätig war. 
Mit der Machtergreifung durch die Nazis wirkte Bechmann im Exil am antifaschistischen Widerstand mit. Sie war Mitglied der Kommunistischen Partei und zum Judentum übergetreten. 1939 emigrierte sie mit ihrem Bruder und ihrem Ehemann Oskar Karafiat, einem ehemaligen Redakteur des Vorwärts-Verlags, nach Jugoslawien. Ihre Schwester wurde im KZ Ravensbrück interniert, das sie überlebte.
Nach dem Ende des Zweiten Weltkriegs war Bechmann am Theater in der Josefstadt und der Scala Wien tätig. 1946 ließ sie sich von Karafiat scheiden. 1956 ging sie nach Berlin, wo sie unter anderem Engagements beim Berliner Ensemble und Deutschen Theater (ab 1957) hatte. Nebenbei wirkte sie in unzähligen Film- und Fernsehproduktionen in eher kleineren Rollen mit, wie beispielsweise im DEFA-Spielfilm „Johannes Kepler“ von Regisseur Frank Vogel.
Neben der Schauspielerei wirkte Bechmann auch als Schriftstellerin und Malerin. Sie schrieb einen Roman (Jeannette, Volksverlag Weimar 1960), Kurzgeschichten, Sketche sowie Sprechchöre für politische Veranstaltungen. Nach dem Zweiten Weltkrieg besuchte sie eine Malklasse an der Wiener Volkshochschule. Aquarelle und Gouachen, die sie ab 1965 schuf, wurden 1978 bei einer Einzelausstellung in der Galerie Mitte in Berlin gezeigt.

## Filmografie (Auswahl)
- 1957: Herr Puntila und sein Knecht Matti (Studioaufzeichnung)
- 1959: Weißes Blut
- 1960: Begegnung im Zwielicht (Spotkania w mroku)
- 1960: Was wäre, wenn …?
- 1961: Das Stacheltier: Ein Pferd müßte man haben (Kurzfilm)
- 1961: Gewissen in Aufruhr (TV)
- 1962: Das grüne Ungeheuer (TV)
- 1962: Das zweite Gleis
- 1962: Anonymer Anruf (TV)
- 1963: Christine
- 1964: Der Mann mit der Maske
- 1964: Schwarzer Samt
- 1965: Die Abenteuer des Werner Holt
- 1968: Wege übers Land
- 1972: Polizeiruf 110: Das Haus an der Bahn (TV-Reihe)
- 1973: Das zweite Leben des Friedrich Wilhelm Georg Platow
- 1974: Johannes Kepler
- 1975: Juno und der Pfau (Theateraufzeichnung)
- 1976: Ein altes Modell (TV)
- 1977: Die Flucht
- 1979: Addio, piccola mia
- 1980: Don Juan – Karl-Liebknecht-Str. 78
- 1980: Heute abend und morgen früh (Diplomfilm)
- 1982: Märkische Forschungen

## Theater
- 1957: Johann Nestroy: Einen Jux will er sich machen (Haushälterin Gertrud) – Regie: Otto Tausig (Deutsches Theater Berlin)
- 1961: Pavel Kohout: Die dritte Schwester – Regie: Karl Paryla (Deutsches Theater Berlin – Kammerspiele)
- 1962: Peter Hacks (nach Aristophanes): Der Frieden (Trygaios Tochter) – Regie: Benno Besson (Deutsches Theater Berlin)
- 1963: Seán O’Casey: Rote Rosen für mich (Eada) – Regie: Ernst Kahler (Deutsches Theater Berlin)
- 1968: Johann Wolfgang von Goethe: Faust. Der Tragödie erster Teil (Hexe) – Regie Wolfgang Heinz/Adolf Dresen (Deutsches Theater Berlin)
- 1969: Günther Rücker: Der Nachbar des Herrn Pansa (Herzogin) – Regie: Friedo Solter (Deutsches Theater Berlin)
- 1970: Helmut Baierl: Der lange Weg zu Lenin (Litauerin) – Regie: Adolf Dresen (Deutsches Theater Berlin – Kammerspiele)
- 1975: Juhan Smuul: Das Gänseinselbegräbnis und die Hoheitsgewässer von Muhu – Regie: Hans Bunge (Deutsches Theater Berlin – Kleine Komödie)
- 1980: Federico García Lorca: Bernarda Albas Haus (Maria Josefa) – Regie: Piet Drescher (Deutsches Theater Berlin)

## Hörspiele
- 1962: Manfred Bieler: Karriere eines Klaviers (Klavierlehrerin) – Regie: Werner Grunow (Rundfunk der DDR)
- 1963: Joachim Goll: Eine kleine Hausmusik (Frau Questenberg) – Regie: Hans Knötzsch (Hörspiel – Rundfunk der DDR)
- 1964: Heinz von Cramer: Die Ohrfeige – Regie: Hans Knötzsch (Hörspiel – Rundfunk der DDR)
- 1968: Ion Druze: Wenn der Hahn kräht – Regie: Helmut Molegg (Hörspiel – Rundfunk der DDR)
- 1969: Peter Hacks nach Aristophanes: Der Frieden (Tochter des Tryaigos) – Regie: Wolf-Dieter Panse (Hörspiel – Rundfunk der DDR)
- 1969: Karl-Heinrich Bonn/Maria Bonn: Die Reise nach K. (Frau Broder) – Regie: Wolfgang Brunecker (Hörspiel – Rundfunk der DDR)
- 1970: Bodo Schulenburg: Der Nachtigallenstern (Alte Frau) – Regie: Christa Kowalski (Kinderhörspiel – Rundfunk der DDR)
- 1975: Anatoli Grebnjew: Szenen aus dem Leben einer Frau (Tante Natascha) – Regie: Peter Groeger (Hörspiel – Rundfunk der DDR)
- 1981: Brigitte Hähnel: Die Einladung (Mutter) – Regie: Barbara Plensat (Hörspiel – Rundfunk der DDR)
- 1982: Peter Hacks: Das Turmverlies – Geschichten von Henriette und Onkel Titus (Alte Frau) – Regie: Fritz Göhler (Kinderhörspiel – Litera)
- 1983: Sándor Sáfár/Zoltán Jékely: Wie der Zigeunerseppl ein Gauner wurde (Zigeunermutter)/Vom bärenstarken Moga (Zigeunerzug) – Regie: Andreas Scheinert (Kinderhörspiel – Litera)